# Мирослав Стојановић Леско
Мирослав Стојановић Леско (Лесковац, 1. мај 1913 - март 1942) био је учесник НОБ-а и Шпанског грађанског рата.

## Биографија
Рођен је у сиромашној радничкој породици, од оца Ђорђа, млинарског и ужарског радника, и мајке Јелене, домаћице. Детињство је провео у Долнем Луковиту, у Бугарској, јер је његова мајка, испративши његовог оца у рат, отишла са њим код сестре која је такође у тим моментима била без супруга. Тамо је завршио основну школу, а гимназију са матуром у Орехову. Године 1928. учлањен је у РЕМС (Револуциони младежки сојуз). Реакционарни елементи су га тукли, провео је месец дана и у војном казамату. Уз помоћ оца се пребацио у Краљевину Југославију 1930. године и одслужио војни рок у Сиску и Сушаку. По повратку у Лесковац радио је у кудељари Тихомира Илића Мумџијског и ту је оформио партијску ћелију. Због тога је избачен са посла и неко време је радио у фабрици Христодора Тасића. Међу првима се јавио на позив КПЈ за одлазак у Шпанију у борбу против фашизма. Пасош је добио као туриста који посећује Светску изложбу у Паризу. У Шпанији је теже рањен, и то два пута. После другог рањавања, због вештачке руке више није био способан за ратовање те је враћен у Југославију. Но, љубљанска полиција га је ухапсила и спровела у Лесковац где је остао месец дана у затвору. Потом су га Светозар и Бошко Крстић избавили и пребацили у Бановинску болницу где је био под стражом још два месеца. По изласку се запослио у "Монополу". Зог поновног политичког деловања полиција га је поново ухапсила и одвела у логор у Ивањици где је провео шест месеци. Наставио је са политичком делатношћу, а по покретању НОБ-е отишао је на Кукавицу и постао је десетар у чети Добрија Шпанца. Крајем године је добио дизентерију те је довезен у Лесковац и смештен у кућу коју су Немци делимично блокирали, али је успео да се, мало залечен, врати на Кукавицу. Погинуо је у марту 1942. године, али никада није установљено где је сахрањен.